# Лесли, Ян
Ян Лесли Лунд (дат. Jan Leslie Lund; род. 20 мая 1971, Эсбьерг, Дания) — датский гандбольный тренер. 

## Биография
Ян Лесли начал тренерскую карьеру в 2000 году в датском мужском гандбольном клубе клубе «Морс-Тю».
В 2010 году с женским гандбольным клубом «Раннерс» выиграл Кубок ЕГФ, а в 2012 году привёл команду к победе в чемпионате Дании.
С 2014 по 2016 год работал главным тренером гандбольного клуба «Ростов-Дон». Выиграл с ростовским клубом чемпионат, Кубок и Суперкубок России.
В ноябре 2016 года покинул «Ростов-Дон» (по информации СМИ из-за неудачного выступления клуба в Лиге чемпионов ЕГФ и конфликта с одним из лидеров команды Анной Сень). После этого вернулся в Данию, где возглавил мужской клуб «Эсбьерг».
В июне 2019 года стал главным тренером женского гандбольного клуба ЦСКА.

## Достижения
- Обладатель Кубка ЕГФ 2010
- Чемпион России 2015
  - Серебряный призёр чемпионата России 2016
- Двукратный обладатель Кубка России (2015, 2016)
- Двукратный обладатель Суперкубка России (2015, 2016)
- Чемпион Дании 2012
  - Двукратный серебряный призёр чемпионата Дании (2010, 2011)